# プランクトンネット

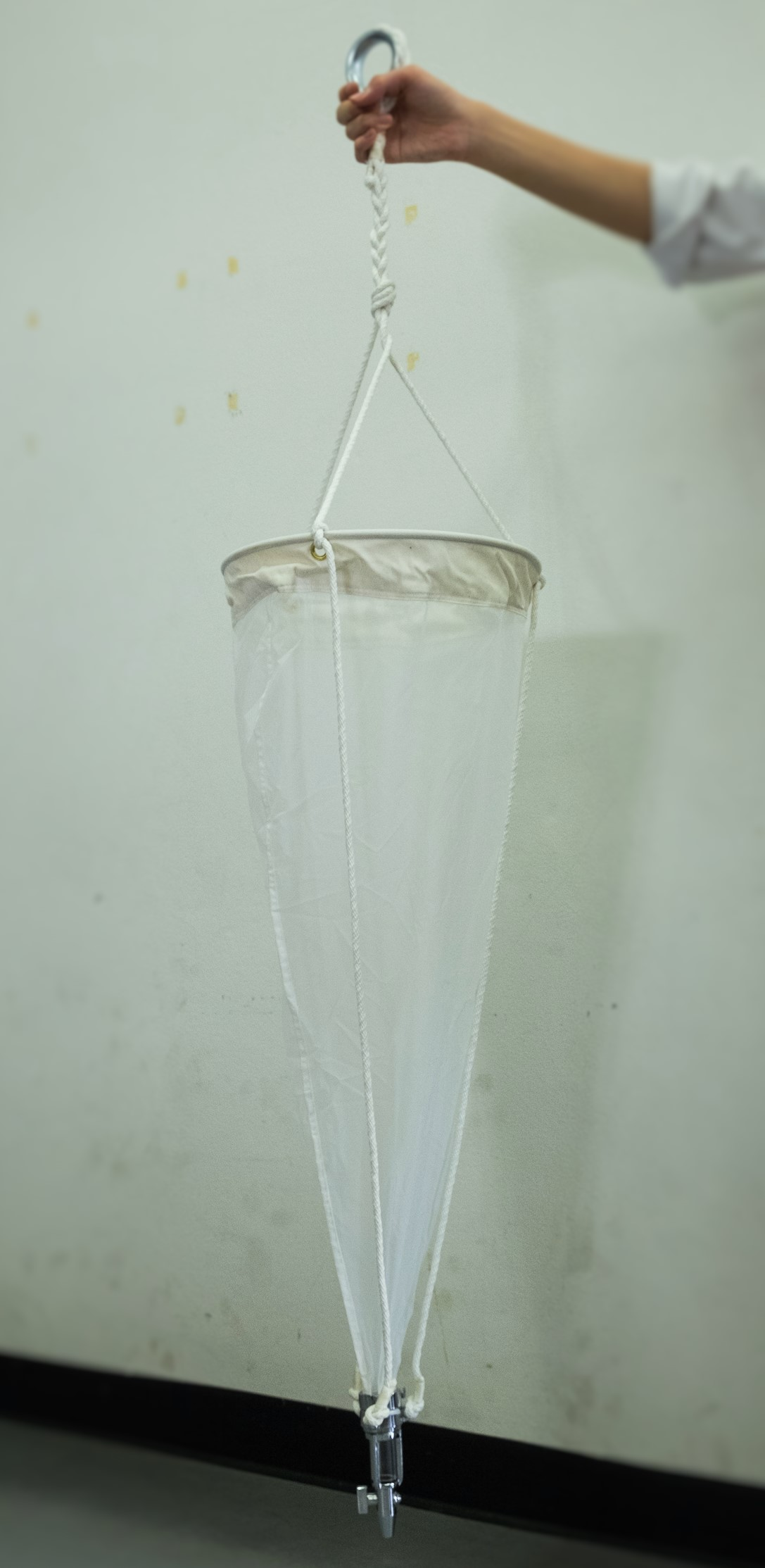

プランクトンネットは、プランクトンを濾しとって集めるための器具である。先端に採水器の付いた漏斗状の織布で、普通は化学繊維（主にナイロン）を平織りに織ったものが用いられる。用途に応じて様々な口径や長さ、織目の細かさ（目合い）のものがある。良く用いられる規格の例としては、下記のようなものがある。
- 北太平洋標準ネット（NORPAC）：口径45cm、側長180cm、目合い NGG54（0.315mm）
- 北原式定量ネット：口径22.5cm、側長80cm、目合い NXX13（0.100mm）
- 北原式表層ネット：口径30cm、側長120cm、目合い NXX13
- 丸川式中層ネット：口径30cm、目合い NXX13

研究や調査用には上記のような規格品が必要となるが、ちょっとした採集や自由研究用途であれば、ストッキングとフィルムケースなどで自作する事も十分可能である。
プランクトンネットは採集対象とする生物に合わせた目合いのものを用い、曳き方や曳く速度にも注意しなければならない。ネットの曳き方は角度によって、鉛直曳き、傾斜曳き、水平曳きなどがある。曳く速度の目安はNXX13で0.5m/s、NGG54で1m/s程度である。曳網速度は小さいと採集効率が悪いが、速度を上げすぎると捕捉した生物が水圧で潰れたり、ネット自体が破損したりする恐れがある。特にストッキングを用いた場合は耐久性に乏しい為、船による曳網ではなく、手曳きでの採集に限定される。なお、プランクトンネット下部の採水器には集めたプランクトンを取り出す為のコックが付いているが、このコックは普通のガス栓等とは開閉が逆の仕様となっている。つまりネットの方向に対して平行で閉、垂直で開となる。これは、通常の栓と同じように垂直方向で閉とすると、ネットの曳航中に水流の抵抗で勝手に開いてしまう為である。
プランクトンネットは、大きいものは採集できないし、逆に小さい方も数μm程度のものは抜けてしまう。そのため、これで採集できるものはある幅の大きさのものに限られることには注意すべきである。海洋において、それ以下の大きさのプランクトンが重要な役割を果たしていることは、1980年代以降に明らかになってきた。それらはピコプランクトンと呼ばれている。